# Fimleikafélag Hafnarfjörðar 2013
Questa voce raccoglie le informazioni riguardanti il Fimleikafélag Hafnarfjörðar nelle competizioni ufficiali della stagione 2013.

## Rosa
| N. |                        | Ruolo | Calciatore                 |
| -- | ---------------------- | ----- | -------------------------- |
| 1  | Islanda (bandiera)     | P     | Daði Lárusson              |
| 3  | Islanda (bandiera)     | D     | Guðjón Antoníusson         |
| 5  | Islanda (bandiera)     | D     | Freyr Bjarnason            |
| 7  | Islanda (bandiera)     | D     | Pétur Viðarsson            |
| 8  | Islanda (bandiera)     | C     | Emil Pálsson               |
| 9  | Islanda (bandiera)     | A     | Kristján Emilsson          |
| 10 | Islanda (bandiera)     | C     | Björn Daníel Sverrisson    |
| 11 | Islanda (bandiera)     | A     | Atli Guðnason              |
| 14 | Islanda (bandiera)     | A     | Albert Brynjar Ingason     |
| 15 | Islanda (bandiera)     | D     | Guðmann Þórisson           |
| 15 | Islanda (bandiera)     | C     | Ingimundur Níels Óskarsson |
| 15 | Inghilterra (bandiera) | D     | Sam Tillen                 |

| N. |                        | Ruolo | Calciatore                 |
| -- | ---------------------- | ----- | -------------------------- |
| 16 | Islanda (bandiera)     | A     | Jón Ragnar Jónsson         |
| 17 | Islanda (bandiera)     | A     | Atli Viðar Björnsson       |
| 18 | Islanda (bandiera)     | C     | Einar Karl Ingvarsson      |
| 20 | Islanda (bandiera)     | P     | Róbert Örn Óskarsson       |
| 22 | Islanda (bandiera)     | C     | Ólafur Páll Snorrason      |
| 23 | Islanda (bandiera)     | C     | Brynjar Guðmundsson        |
| 25 | Islanda (bandiera)     | C     | Hólmar Örn Rúnarsson       |
| 26 | Islanda (bandiera)     | D     | Viktor Örn Guðmundsson     |
| 27 | Islanda (bandiera)     | D     | Bjarki Már Benediktsson    |
| 29 | Islanda (bandiera)     | P     | Kristján Pétur Þórarinsson |
|    | Inghilterra (bandiera) | C     | Dominic Furness            |
|    | Islanda (bandiera)     | A     | Patrik Snær Atlason        |